# Iglesia de la Madre de Dios (Chotyniec)
La Iglesia de la Madre de Dios en Chotyniec es una iglesia gótica de madera situada en el pueblo de Chotyniec del siglo XVII, que junto con diferentes tserkvas es designada como parte de las 16 Tserkvas de madera de la región de los Cárpatos en Polonia y Ucrania.

## Historia
El primer documento en el que se registra la existencia del tserkva tiene su origen en 1671[2]. El tserkva es uno de los numerosos tserkvas de la Iglesia grecocatólica ucraniana activos en Polonia, que sobrevivió a la Segunda Guerra Mundial y a los posteriores traslados de población polaca. El tserkva había sido objeto de numerosas renovaciones y fue reconstruido en 1733, 1858 y 1925. Después de la Operación Vístula de 1947 (desplazamiento de las minorías ucranianas fuera de la República Popular Polaca), el tserkva fue cerrado y transformado en una iglesia católica. En la década de 1980, el tserkva fue cerrado debido a su pobre estado estructural. En 1990 fue recuperado por su anterior propietario y se volvió a transformar en una Iglesia greco-católica ucraniana. Entre 1991 y 1994, el tserkva fue objeto de una compleja renovación, principalmente con la ayuda de los feligreses locales.